# Rychtal

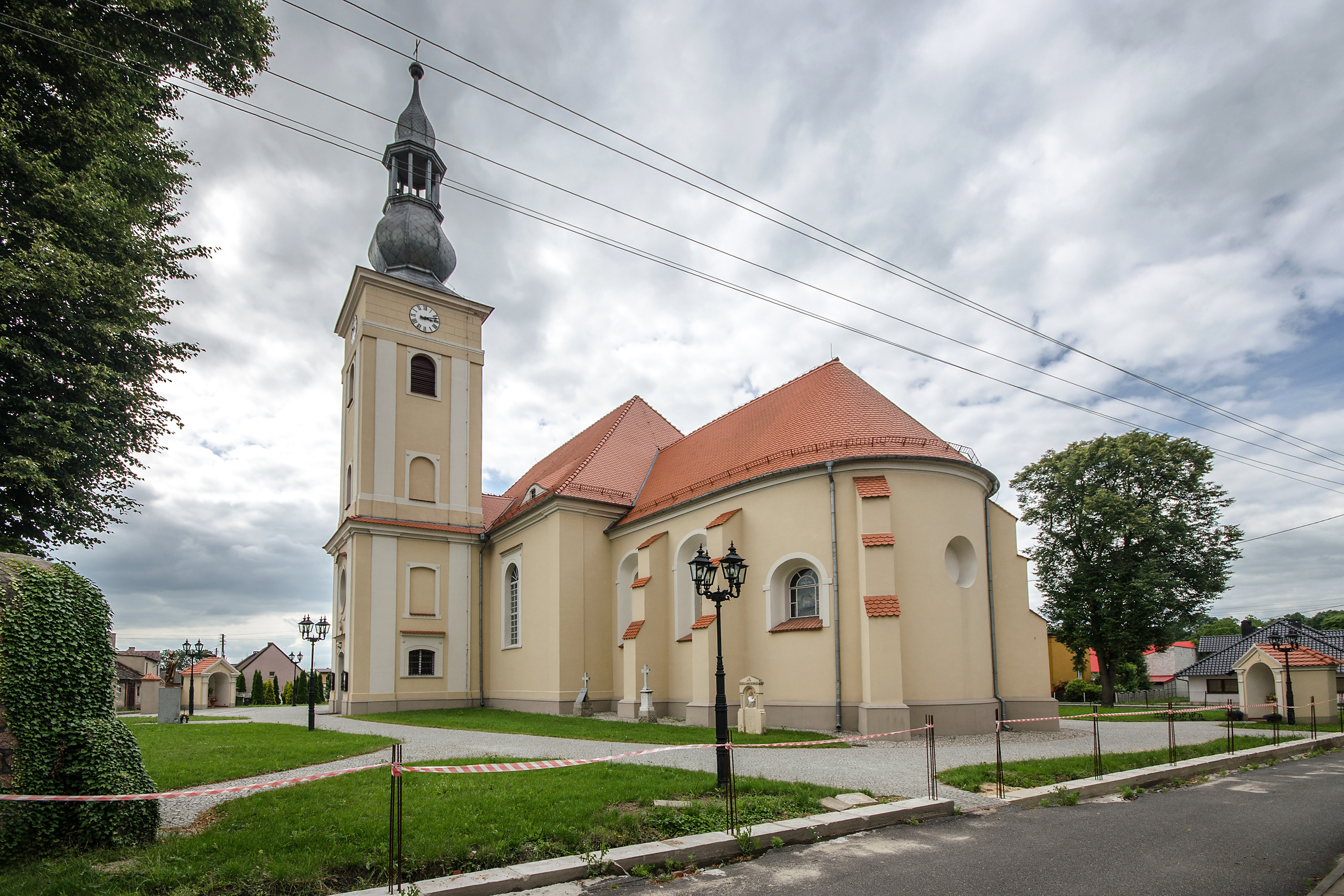
Kościół Ścięcia św. Jana Chrzciciela

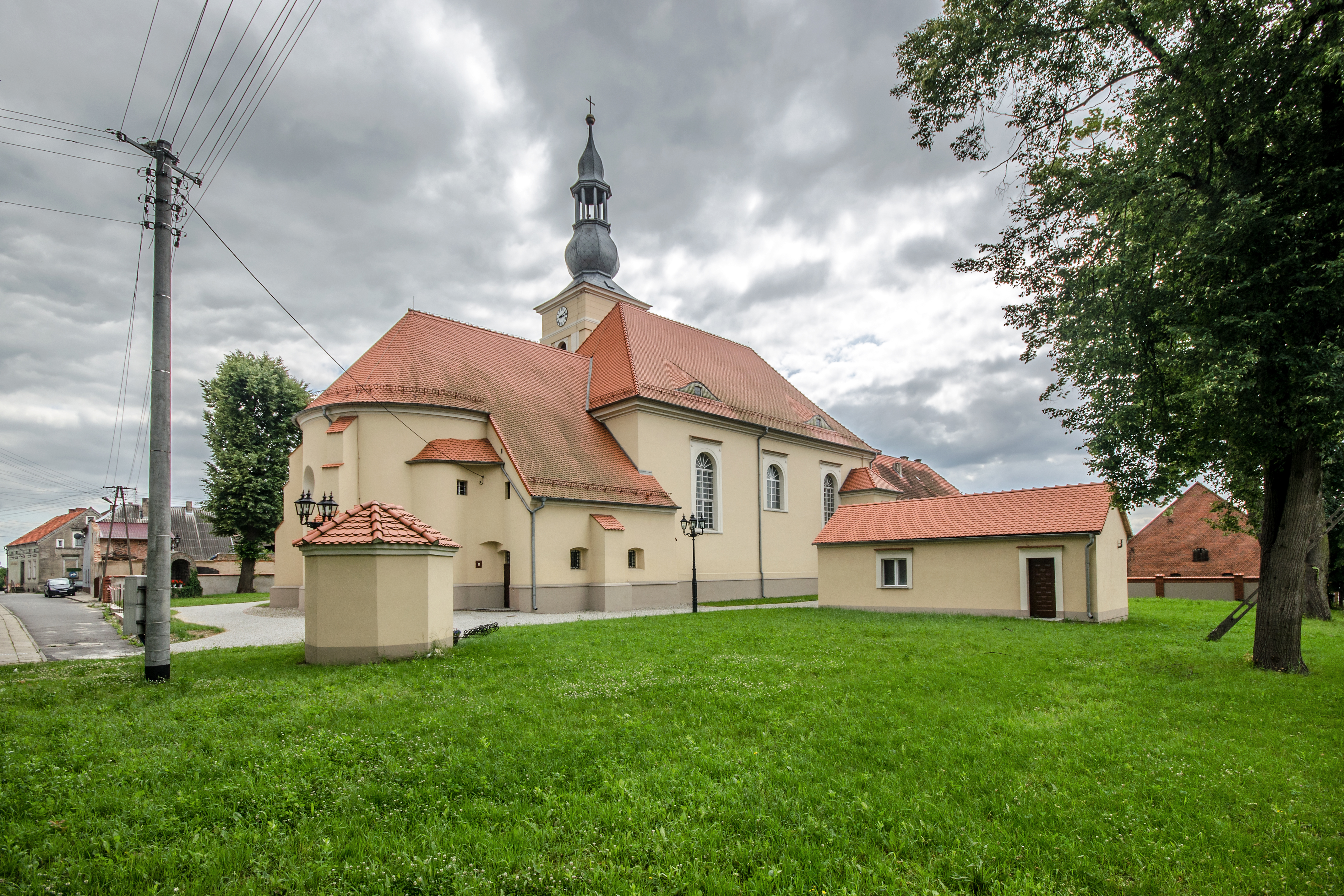
Kościół Ścięcia św. Jana Chrzciciela

Rychtal (niem. Reichthal) – miasto w Polsce położone w województwie wielkopolskim, w powiecie kępińskim; jest siedzibą gminy Rychtal.

## Status administracyjny
Rychtal uzyskał lokację miejską w 1294 roku. Do 1920 roku należał do powiatu namysłowskiego w rejencji wrocławskiej, a po przejściu pod administrację polską włączono go do powiatu kępińskiego w województwie poznańskim. Zdegradowany do rangi wsi 13 czerwca 1934 w związku z reformą administracyjną II RP, stając się przejściowo wiejską gminą jednostkową. 1 sierpnia 1934 wszedł w skład nowo utworzonej zbiorowej gminy Rychtal, w której to granicach stał się gromadą (ówczesny odpowiednik sołectwa). W latach 1934–1954 siedziba wiejskiej gminy Rychtal, 1954–1972 gromady Rychtal, a od 1973 reaktywowanej gminy Rychtal. W latach 1975–1998 należał administracyjnie do województwa kaliskiego. 1 stycznia 2024 odzyskał status miasta.

## Położenie
Miasto Rychtal położone jest w południowej części województwa wielkopolskiego w powiecie Kępińskim. Najbliższymi miastami są: Namysłów, Kępno, Syców, Wołczyn i Bierutów. Rychtal położony jest tuż przy granicy wielkopolsko-opolskiej (oddziela ona miasto od położonej w powiecie namysłowskim wsi Głuszyna) oraz w niewielkiej odległości (około 10 km) od trójstyku granicy opolsko-dolnośląsko-wielkopolskiej (między miejscowościami Brzezinka, Gronowice oraz Trębaczów).

## Opis
Niemiecka nazwa Reichtal oznacza bogatą dolinę. Po 1787 nastąpił szybki rozwój gospodarczy miasta.
Rychtal do 1920 roku znajdował się w powiecie namysłowskim w rejencji wrocławskiej na Dolnym Śląsku. W 1920 Rychtal wraz z okolicą (tzw. Kraik Rychtalski), na mocy traktatu wersalskiego został przyłączony do Polski, pomimo protestów niemieckich mieszkańców. Zorganizowali oni nieoficjalny "plebiscyt", w którym 93% głosujących (przy frekwencji 75%) opowiedziało się za pozostaniem w Niemczech. W okresie międzywojennym Rychtal leżał w Polsce w granicach województwa poznańskiego (jako jedno z nielicznych na jego obszarze należących przed zaborami do ziem niemieckich, nie polskich), położone w pobliżu granicy polsko-niemieckiej. Mieszkała tam duża mniejszość niemiecka. Polski spis z 1921 wskazał, że w Rychtalu żyło 596 osób deklarujących się jako Niemcy i 294 jako Polacy. Rychtal posiadał prawa miejskie, jednak utracił je w 1934 roku. W okresie międzywojennym w miejscowości stacjonowała placówka Straży Granicznej I linii „Rychtal”.
W styczniu 1945 miejsce zaciętych walk radziecko-niemieckich. 20 stycznia 1945 Dowództwo Grupy Armii A zameldowało, że wkraczające oddziały radzieckie dopuściły się zbrodni wojennej, rozstrzeliwując mieszkańców miasta.
W okolicach Rychtala (południowa część Krainy Wielkopolski) występuje sosna rychtalska. W pobliżu miejscowości znajduje się rezerwat przyrody Studnica. Istniała tutaj także fabryka organów Bacha. W Rychtalu jest XIX-wieczny ratusz, zabytkowy kościół pod wezwaniem męczeństwa Świętego Jana Chrzciciela.

## Edukacja
W północno-wschodniej części miasta na ulicy Słonecznej istnieje Przedszkole Samorządowe, do którego uczęszczają dzieci z Rychtala, Zgorzelca, Krzyżownik, Skoroszowa, Proszowa, Dalanowa oraz Dworzyszcz.
W Rychtalu znajduje się również Szkoła Podstawowa im. Ojca Konrada Stolarka, do której uczęszczają dzieci z Rychtala, Zgorzelca, Krzyżownik, Skoroszowa, Proszowa, Dalanowa oraz Dworzyszcz. Szkoła składa się z dwóch oddziałów zlokalizowanych w  budynkach przy tej samej ulicy:
- Oddział klas 1-4 (ul. Kępińska 13)
- Oddział klas 5-8 (ul. Kępińska 12)

Od 1998 roku do 2018 roku w Rychtalu funkcjonowało również Gimnazjum im. Karola Wojtyły (obecnie znajdują się tam oddziały klas 5-8, a Szkoła Podstawowa w Rychtalu otrzymała nowe imię i Patrona - o. Konrada Stolarka).
Dalszą edukację młodzież z terenu gminy odbywa poza Rychtalem (w większości w szkołach średnich zlokalizowanych w Kępnie, Namysłowie lub na terenie powiatu ostrowskiego).
Poza dziećmi z Rychtala, Zgorzelca, Krzyżownik, Skoroszowa, Proszowa, Dalanowa oraz Dworzyszcz z edukacji w rychtalskiej Szkole Podstawowej oraz w rychtalskim Przedszkolu Samorządowym korzystają również dzieci z Darnowca, Sadogóry oraz Wielkiego Buczku (tylko w przypadkach, gdy jest miejsce w oddziałach i gdy dyrekcja wyrazi zgodę).
Od 1 lutego 2024 r. Gminne Centrum Biblioteczno-Kulturalne pełni funkcję głównej instytucji kulturalnej w Rychtalu, a jego organizatorem jest Gmina Rychtal. Placówka ta stanowi integralną część lokalnego krajobrazu kulturalnego.
Gminne Centrum Biblioteczno-Kulturalne w Rychtalu to dynamiczna instytucja kultury, powstała w wyniku połączenia dwóch istotnych samorządowych placówek – Gminnej Biblioteki Publicznej oraz Gminnego Ośrodka Kultury. Decyzja o zjednoczeniu została oficjalnie zatwierdzona Uchwałą Nr LXVII/417/2023 Rady Gminy Rychtal z dnia 28 grudnia 2023 r.

## Zabytki
Do wojewódzkiego rejestru zabytków wpisane są:
- układ urbanistyczny (oraz warstwy archeologiczne), 1386-XIX
- kościół parafialny pw. Męczeństwa św. Jana Chrzciciela, 1784-1785